# Новозеландський льон
Новозела́ндський льон, або форміум міцний (Phormium tenax) — трав'яниста багаторічна рослина з родини асфоделові, що росте в Новій Зеландії та на острові Норфолк.

## Ботанічний опис

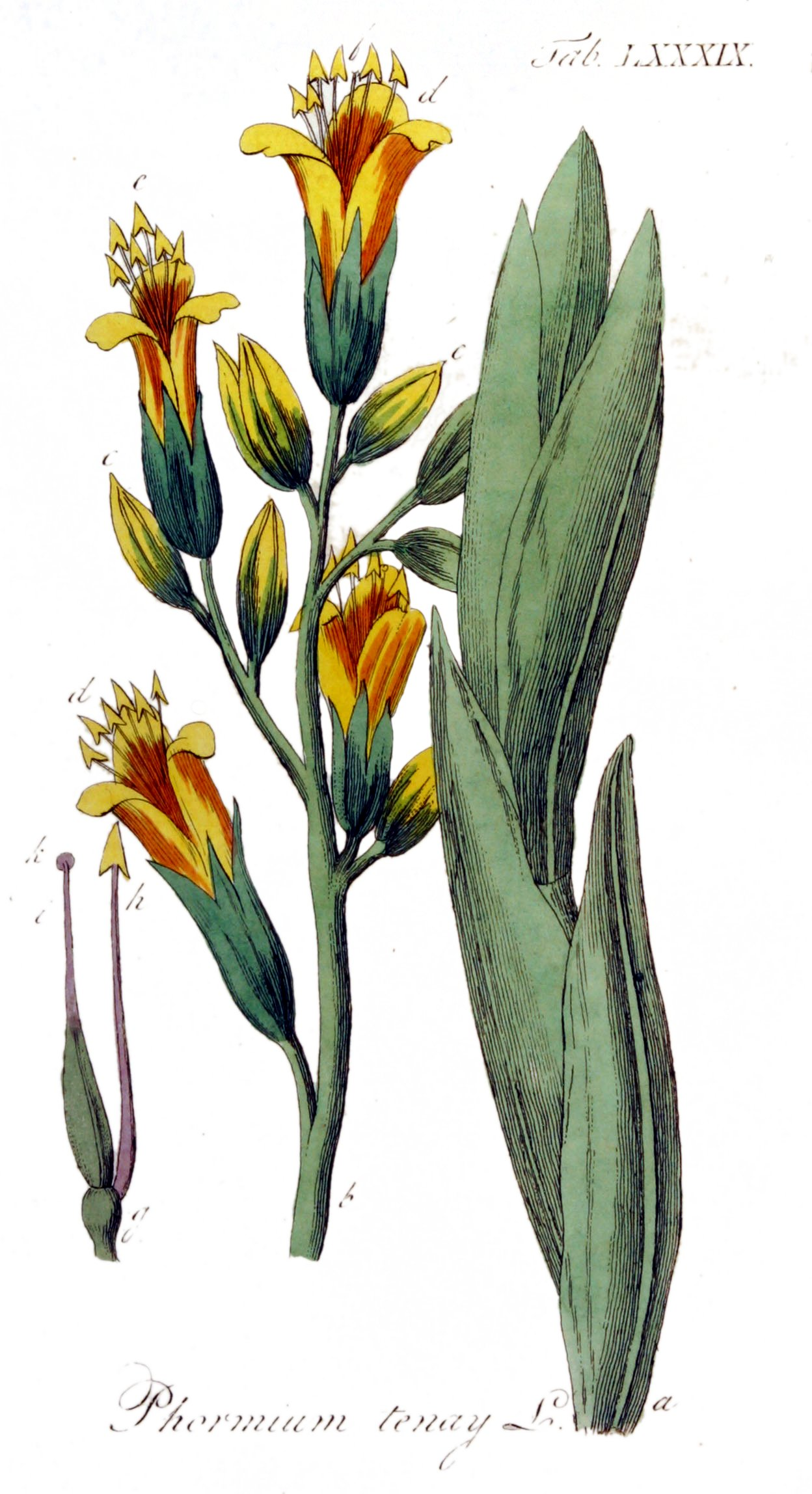
Форміум міцний

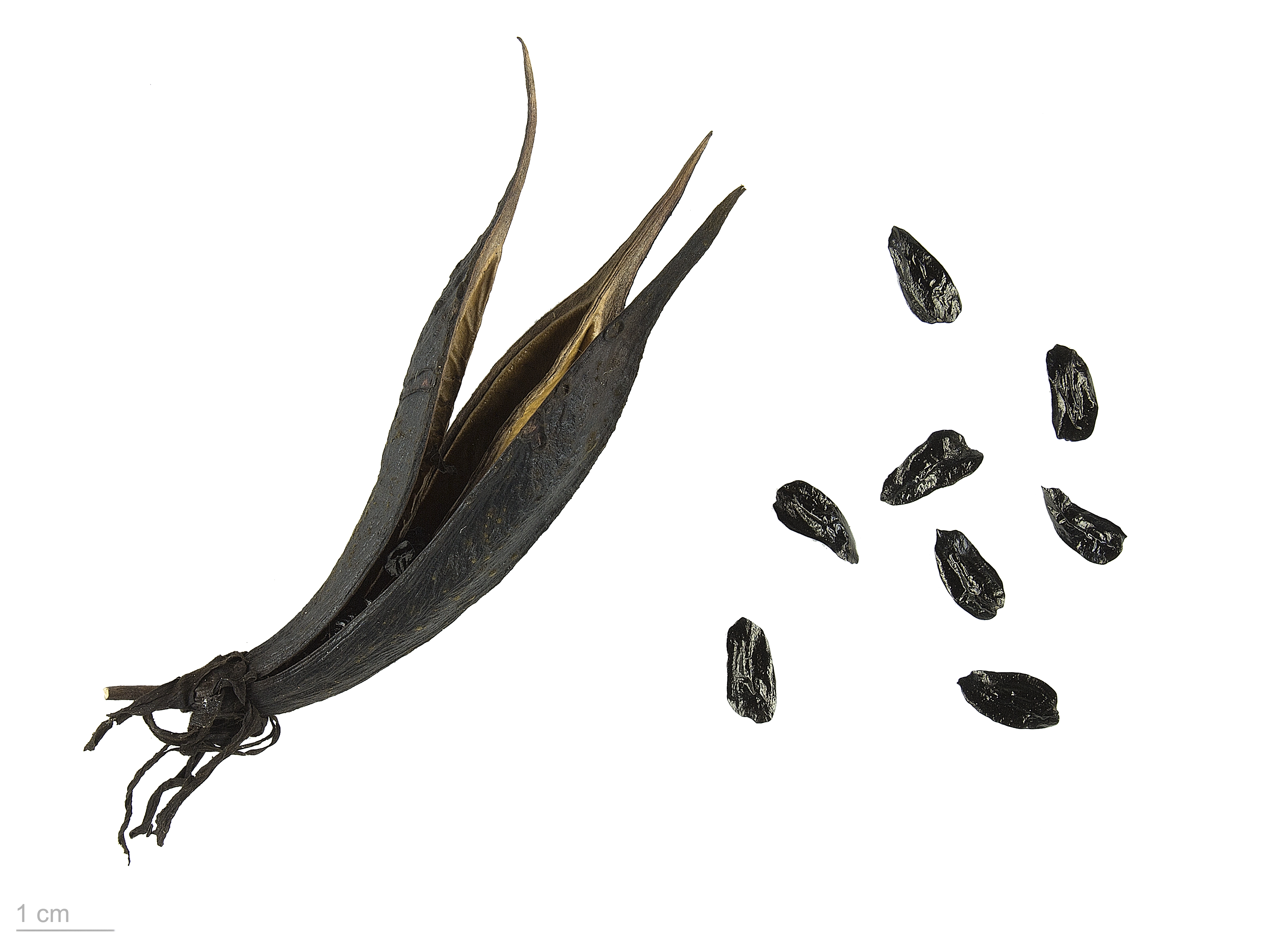
Плоди і насіння

Довгі (до 2 м) вузьколанцетні дворядні листки цієї рослини розташовуються величезним віялом. Листки містять тонкі, але надзвичайно міцні волокна, що перевершують своєю міцністю всі інші сорти рослинних волокон. Заради цих волокон новозеландський льон вирощують у багатьох тропічних і субтропічних країнах і він займає значну частку торгівлі.

## Господарське значення та застосування
Тубільці плетуть з листя циновки, одяг, вітрила, вживають їх для дахів та ін.; коріння — ліки проти сифілісу. В Європі новозеландський льон вирощують в оранжереях, як чудову декоративну рослину. Цвіте вона рідко; квітки великі, жовтуваті, зібрані в верхівкові кисті. Оцвітина трилиста; шість ниткоподібних тичинок; Зав'язь подовжена, тригранна; плід-коробочка до 10 см завдовжки та 1,5 см завтовшки. Особливо відомі ряболисті різновиди.